# Circuito de Albacete
Het Circuito de Albacete is een permanent circuit nabij de Spaanse stad Albacete. Het circuit is geopend in 1990.
Het hoofdcircuit is 3,550 kilometer lang met veertien bochten; acht rechter- en zes linkerbochten. Ook kunnen er twee andere layouts worden gebruikt: een 2,237 kilometer lange baan met vijf rechter- en drie linkerbochten, en een 1,336 kilometer lange baan met vijf rechter- en één linkerbocht.

## Gebruik

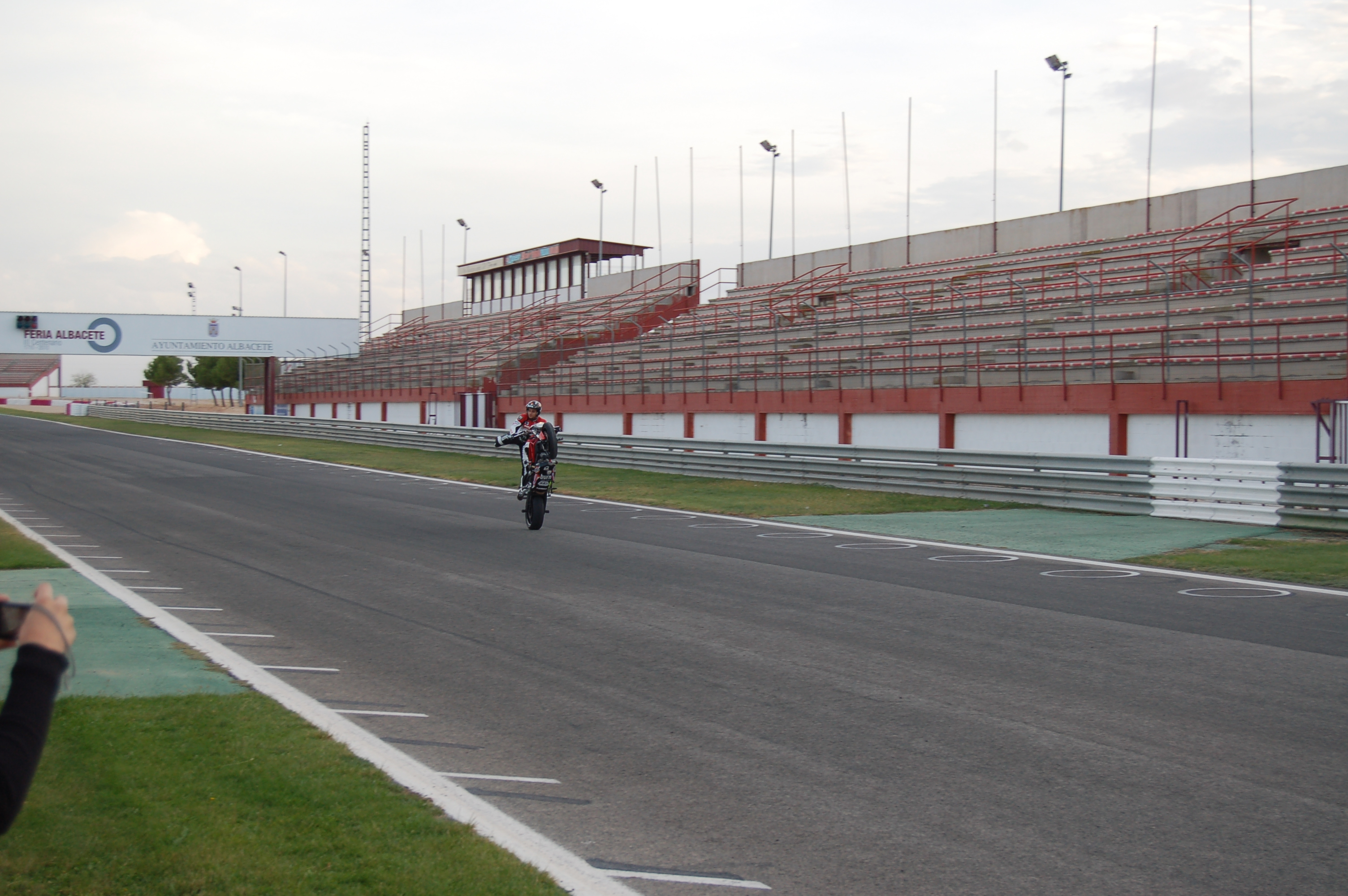
De hoofdtribune van het circuit.

Tussen 1992 en 1999 was het circuit gastheer van het wereldkampioenschap superbike. Carl Fogarty was in deze periode de meest succesvolle coureur met zes overwinningen. In 1992 werd er tevens een ronde van de Formule 3000 gehouden op het circuit in een race die gewonnen werd door Andrea Montermini. Tussen 1998 en 2002 reed de World Series by Nissan ook op het circuit.
Tot 2011 werden er races van het FIM Endurance World Championship en het European Truck Racing Championship op het circuit verreden. Tegenwoordig wordt de baan minder gebruikt, er worden vooral motorraces gehouden.